# Keen'V
Pour les articles homonymes, voir Bonnet et Keen.
Kevin Bonnet, dit Keen'V ([kinve]), né le 31 janvier 1983 à Rouen, en Seine-Maritime, est un auteur-compositeur-interprète et animateur de télévision français.
En 2008, il se fait connaître en discothèque grâce à son titre À l'horizontale et en 2011, il connaît le succès à partir du titre J'aimerais trop. Il a sorti onze albums, dont six ont été certifiés disque de platine.

## Biographie

### Enfance et débuts
Kevin Bonnet naît le 31 janvier 1983 à Rouen, en Seine-Maritime. Il suit ses études au collège André Maurois de La Saussaye puis au lycée Ferdinand Buisson à Elbeuf. Par la suite, il devient sapeur-pompier volontaire à Amfreville-la-Campagne, puis DJ et animateur à la discothèque « Moulin Rose » de Belbeuf et au César’s à Gournay-en-Bray. Les débuts de Keen'v se font au "Moulin Rose", le DJ de la discothèque lui propose de prendre les platines et Kévin accepte. Le public appréciant sa prestation, le chanteur décide de revenir et se retrouve seul devant un public pour la première fois.
En 2005, il rencontre le compositeur Fabrice Vanvert (alias Fab'V), avec qui il compose les chansons Loco la salsa et Soca soca te quiero, et se produit dans une cinquantaine de discothèques en France. Il fait la rencontre des chanteurs Obed et L'Rayan et, ensemble, sortent un clip, Dancehall Musik, composé par Fab'V. Quelques mois plus tard, il fait la rencontre de DJ Yaz qui lui propose de devenir son producteur. Il obtient ensuite un contrat chez Universal Music qui lui permet de sortir de nouveaux titres. En 2007, il fait la rencontre de Toy Nawaach, un danseur originaire de Limoges qui deviendra son acolyte sur scène.

### Vie privée
En avril 2019, dans le magazine Paris Match, Keen'v parle de sa vie privée et annonce être, depuis l'âge de 21 ans, en couple avec sa femme de 9 ans son aînée. Un an après leur rencontre, il la demande en mariage. Dans un podcast « Sincèrement Kévin » publié le 10 juillet 2023, Keen’V annonce être séparé de son épouse. Sa sœur, Lorelei.B , née en 1986, est aussi chanteuse, elle a notamment fait des musiques à ses côtés, tel que La vie du bon côté, mais n'a pas fait de sa passion un métier.
Début décembre 2018, Keen'v est invité sur la radio NRJ où il révèle publiquement qu'il est stérile. En avril 2019, par le biais du magazine Paris Match, il a avoué souffrir de dépression.

### Carrière

#### Phenom'N(2008)
En 2008, Keen’V se fait connaitre sur le net avec sa chanson À l'horizontale, chanson particulièrement explicite, tirée de son premier album baptisé Phenom'N, dont une grande partie des chansons fait référence à l'acte sexuel. Il sort ensuite le titre Jeux sensuels, très écouté dans les discothèques. L'album Phenom'N sort le 17 novembre 2008 avec les titres À l’horizontale, Jeux sensuels et Mytho.
En 2009, il publie deux nouveaux titres : Le son qui Bam Bam (reprise de Le Sampa de Richard Gotainer) et Je veux y retourner (à la pêche aux moules) (reprise de la chanson de Jacques Martin, À la pêche aux moules).

#### Carpe Diem(2011-2012)
Son second album studio Carpe Diem co-écrit avec Mr Angel sort durant l'année 2011. Le titre J'aimerais trop (écrit en hommage à Valérie Bègue), devient un des tubes de l'été, le titre se classe troisième des ventes en France, et deuxième du Club 40. Suit le single Prince charmant, qui atteint la première place du Club 40. L'album est certifié disque de platine pour plus de 120 000 exemplaires vendus.

#### La vie est belle(2012-2013)
Le 28 janvier 2012, il est élu Révélation francophone de l'année aux NRJ Music Awards. Son troisième album, La vie est belle, sort en 2012, soutenu par les singles Les Mots, qui atteint la première place du Club 40, Ma vie au soleil et Elle t'a maté. L'album est certifié disque de platine.

#### Ange ou Démon(2013-2014)
En 2013, paraissent les titres Ça va le faire et La vie du bon côté, extraits de l'album Ange ou démon. Classé no 1 des ventes en France, l'album est certifié disque de platine.
En plus de sa tournée en clubs, il ajoute trois dates de concert au Bataclan en octobre 2013, avant de participer à la quatrième saison de l'émission Danse avec les stars sur TF1, aux côtés de la danseuse Fauve Hautot, où il termine quatrième de la compétition. En décembre, paraît le clip de Petite Émilie, une chanson traitant du harcèlement scolaire.

#### Saltimbanque(2014-2015)

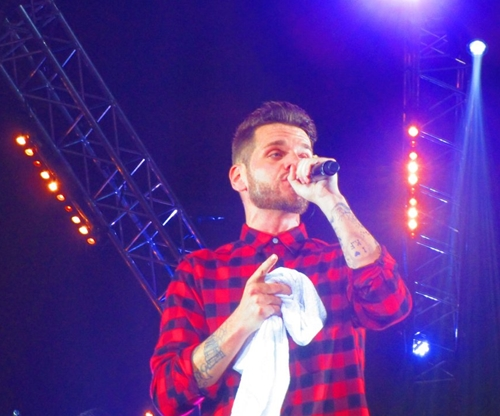
Keen'v en 2014, lors de sa tournée SaltimbanqueTour.

En 2015, il annonce une tournée et la sortie d'un cinquième album, Saltimbanque, qui sort le 28 juillet, porté par les titres Dis-moi oui (Marina), J'me bats pour toi et Viens je t'emmène. Comme les précédents, l'album reçoit un disque de platine pour plus de 100 000 exemplaires écoulés. Le 1er septembre sort Kiss And Love, hymne pour le Sidaction réunissant 120 artistes dont Keen'V.

#### Là où le vent me mène(2015-2016)
Le 10 août 2015, parait son sixième album, Là où le vent me mène, dont sont extraits les titres Un monde meilleur, Sally, Rien qu'une fois (certifié disque de Platine) et Celle qu'il te faut. Le 2 octobre sur sa chaîne YouTube, il dévoile un clip-web intitulé Je peux pas j’ai Piscine, où l'on peut le voir aux côtés de l'acteur Rayane Bensetti.
Une tournée d'une quarantaines de dates est programmée, tandis que l'album reçoit un disque de platine pour plus de 100 000 exemplaires vendus.
En février 2016, il apparaît en duo sur le titre de Willy William, On s’endort.

#### 7(2017)
Le 7 juillet 2017, sort l'album 7, dans lequel il explore plusieurs styles musicaux, comme l'Afrobeat, le ragga, le reggaeton et le merengue. No 1 des ventes, l'album est certifié disque de platine, porté par les singles Elle a (nommée parmi les chansons de l'année aux NRJ Music Awards), Un métier sérieux et Le chemin de la vie, ainsi que par la tournée 7 Tour. En décembre, le chanteur annonce qu'après son huitième album et la tournée avec laquelle il enchaînera, il fera une pause pour se concentrer sur d'autres projets.
Le 1er juin 2018, il dévoile le clip du morceau Tu réalises.

#### Thérapie(2019)
Le 8 mars 2019, paraît l'album Thérapie, soutenu par les titres Fuck Keen'V, J'courais et Laisse-les parler. L'album s'écoule à 40 000 exemplaires.
Quelques semaines après avoir dévoilé une chanson inédite, Pour y arriver, le chanteur annonce l’annulation de la tournée prévue « faute de spectateurs ».

#### Rêver&Diamant(2021-2022)
Le 5 mai 2020, il revient avec le titre Tahiti, qui rappelle la musicalité de ses premiers hits.
Le 22 octobre, il dévoile le single Quoi qu'il arrive en collaboration avec Magic System, suivi en mars de Je garde le sourire. Ces titres figurent sur l'album Rêver, qui sort le 7 mai 2021 et est certifié disque d'or pour plus de 50 000 ventes. 
Le 6 mai 2022, il revient avec le titre Outété, premier extrait issu de l'album intitulé Diamant, sorti en juillet et certifié disque d'or. Un nouvel extrait, Ne pars pas, paraît en décembre.

#### Mask Singer (2022)
En 2022, Keen'V participe à la quatrième saison de Mask Singer sous le costume de l'Éléphant et finit deuxième.
En 2024, Keen'V anime The Song: À vous de trouver la chanson.

## Tournées
| Année(s)        | Nom                | Nombre de dates | Album soutenu         |
| --------------- | ------------------ | --------------- | --------------------- |
| Tête d'affiche  |                    |                 |                       |
| 2015            | Saltimbanque Tour  | 20              | Saltimbanque          |
| 2016            | LOLVMM Tour        | 40              | Là où le vent me mène |
| 2018            | 7 Tour             | 25              | 7                     |
| 2019            | Thérapie Tour      | 20              | Thérapie              |
| Concerts unique |                    |                 |                       |
| 2013            | Keen'V au Bataclan | 3               | Ange ou Démon         |

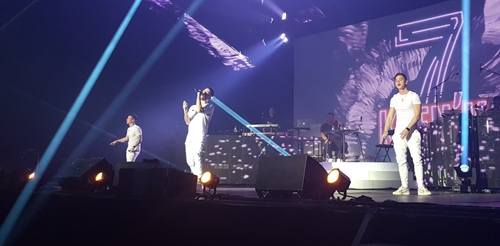
Keen'v lors de sa tournée 7 Tour.

- En 2013, Keen'V se produit trois soirs au Bataclan à Paris pour promouvoir son album Ange ou Démon. Sur scène, il reçoit la visite de son ami Sébastien Cauet[21] et de sa sœur Loreleï B. qui interprète plusieurs titres à ses côtés.
- En 2015, le SaltimbanqueTour[17] compte une vingtaine de dates en France, dont un soir au Zénith Paris - La Villette le 16 avril[18].
- 2016 : Le LOLVMMTour (Là où le vent me mène) débute en mars 2016 et compte une quarantaine de dates, dont le Trianon à Paris le 20 mars[19].
- 2018 : Le 7 Tour[20] se joue durant 25 soirs.
- 2019-2020 : ThérapieTour : Tournée en deux parties. La première partie des dates fut assurée alors que la 2e partie des dates ont été annulées à cause d'un manque de spectateurs[22].

## Association
- Keen’V fait partie des artistes qui ont offert un objet personnel dédicacé pour être vendu aux enchères au profit de l’association Enfants & Santé qui lutte contre les cancers de l’enfant[23].
- En 2015, il chante pour l'association Tout le monde chante contre le cancer aux côtés de Laurence Boccolini[réf. nécessaire] et participe à Fort Boyard pour l'association Graines de joie qui lutte contre les enfants en détresse[24].
- En juillet 2016, il participe à Fort Boyard pour l'association Les bonnes fées (Intérêt général à but non lucratif, ayant principalement pour but d’intervenir auprès des gens pour améliorer leurs conditions de vie.)[25] et la même année, le chanteur appelle aux dons pour sauver Ayden, il donnera de sa personne pour aider les parents d'Ayden à financer les soins de leur bébé, qui souffre de la maladie de Krabbe[26].
- En octobre 2017, il révèle pourquoi il ne participe pas à l'émission Les Enfoirés : « La cause me plait. J'aurais peut-être du mal avec les égos des uns des autres. Moi je n'en ai pas, donc j'ai du mal à comprendre qu'on en ait. J'essaie de ne pas me prendre la tête, de ne pas faire chier les gens… Si j'en voyais… Ça me gâcherait mon plaisir », mais il explique qu'il n'est pas contre car la cause est extraordinaire[27].
- 2020 : Et demain ? (Et demain ? Le collectif)

## Télévision
- 2012, 2015, 2016, 2019, 2021, 2023 : Fort Boyard sur France 2 : candidat
- 2013 : Splash, le grand plongeon sur TF1 : candidat
- 2013 : Saison 4 de Danse avec les stars sur TF1 : candidat
- 2015 : L'Académie des neuf (NRJ12) : sociétaire
- 2015 : Les people retournent à l'école (NRJ 12) : candidat
- 2015 : Le Maillon faible sur D8
- 2015 et 2017 : Le Grand Blind Test sur TF1 : candidat
- 2015 : L'Œuf ou la Poule ? sur D8 : participant
- 2020 : Pop Show sur France 2 : candidat
- 2022 : Mask Singer (saison 4) sur TF1 : candidat
- 2024 : The Song : à vous de trouver la chanson ! (NRJ12) : animateur ![28]
- 2024 : Mask Singer Spéciale Noël sur TF1 : candidat

## Discographie

### Classement

#### Albums
| Année | Album                 | Meilleure position | Meilleure position | Meilleure position |                | Label             | Certifications françaises |
| Année | Album                 | France             | Belgique Wallonie  | Suisse             | Suisse Romande | Label             | Certifications françaises |
| ----- | --------------------- | ------------------ | ------------------ | ------------------ | -------------- | ----------------- | ------------------------- |
| 2008  | Phenom'N              | 88                 | —                  | —                  | —              | ULM / Universal   | Or                        |
| 2011  | Carpe Diem            | 9                  | —                  | —                  | —              | Universal         | Platine                   |
| 2012  | La vie est belle      | 2                  | 9                  | —                  | 23             | ULM / Universal   | Platine                   |
| 2013  | Ange ou Démon         | 1                  | 7                  | 81                 | 11             | Az                | Platine                   |
| 2014  | Saltimbanque          | 1                  | 7                  | 75                 | 16             | Universal/Capitol | Platine                   |
| 2015  | Là où le vent me mène | 1                  | 12                 | 44                 | 13             | Warner Music      | 2 × Platine               |
| 2017  | 7                     | 1                  | 3                  | 32                 | 3              | Warner Music      | Platine                   |
| 2019  | Thérapie              | 2                  | 13                 | 93                 | 19             | Warner Music      | Or                        |
| 2021  | Rêver                 | 2                  | 103                | 60                 | 5              | Warner Music      | Or                        |
| 2022  | Diamant               | 1                  | 15                 | 75                 | 16             | Warner Music      | Or                        |
| 2023  | Équilibre             | 3                  | —                  | —                  | —              | Warner Music      |                           |

#### Singles
| Année | Single                                      | Classement des ventes | Classement des ventes | Album                 |
| Année | Single                                      | France ,              | Belgique Wallonie     | Album                 |
| ----- | ------------------------------------------- | --------------------- | --------------------- | --------------------- |
| 2008  | À l'horizontale                             | —                     | —                     | Phenom'N              |
| 2008  | Mytho                                       | —                     | —                     | Phenom'N              |
| 2008  | Jeux sensuels                               | —                     | —                     | Phenom'N              |
| 2008  | J'perds le contrôle                         | —                     | —                     | Phenom'N              |
| 2008  | Phénom'N                                    | —                     | —                     | Phenom'N              |
| 2009  | Le son qui Bam Bam                          | 19                    | —                     | Phenom'N              |
| 2009  | Je veux y retourner (à la pêche aux moules) | —                     | —                     | Phenom'N              |
| 2009  | J'suis conscient                            | —                     | —                     | Phenom'N              |
| 2011  | J'aimerais trop (feat. SAP)                 | 3                     | 21                    | Carpe Diem            |
| 2011  | Prince charmant                             | 21                    | —                     | Carpe Diem            |
| 2011  | Les Mots                                    | 15                    | —                     | La vie est belle      |
| 2012  | Ma vie au soleil                            | 22                    | 38                    | La vie est belle      |
| 2012  | Elle t'a maté (Fatoumata)                   | 38                    | —                     | La vie est belle      |
| 2013  | Ça va le faire                              | 64                    | —                     | Ange ou Démon         |
| 2013  | La Vie du bon côté (feat. Lorelei B)        | 6                     | 27                    | Ange ou Démon         |
| 2013  | Petite Émilie                               | 34                    | —                     | Ange ou Démon         |
| 2014  | Dis-moi oui (Marina)                        | 10                    | 30                    | Saltimbanque          |
| 2014  | J'me bats pour toi                          | 65                    | —                     | Saltimbanque          |
| 2014  | Saltimbanque                                | 65                    | —                     | Saltimbanque          |
| 2015  | Un monde meilleur                           | 50                    | 50                    | Là où le vent me mène |
| 2015  | Rien qu'une fois                            | 20                    | 29                    | Là où le vent me mène |
| 2015  | J'ai piscine (feat. Rayane Bensetti)        | —                     | —                     | Là où le vent me mène |
| 2016  | On s'endort (feat. Willy William)           | 36                    | —                     | Là où le vent me mène |
| 2016  | Sally                                       | 136                   | —                     | Là où le vent me mène |
| 2016  | Celle qu'il te faut (feat. Glory)           | 70                    | —                     | Là où le vent me mène |
| 2017  | Elle a                                      | 31                    | —                     | 7                     |
| 2017  | Un métier sérieux                           | 164                   | —                     | 7                     |
| 2017  | Le chemin de la vie                         | 125                   | —                     | 7                     |
| 2017  | Le plus beau des cadeaux (feat. Lorelei B)  | —                     | —                     | 7                     |
| 2018  | Tu réalises                                 | 184                   | —                     | 7                     |
| 2018  | Fuck K***V (feat. Missak & Ajnin)           | 153                   | —                     | Thérapie              |
| 2018  | J'courais                                   | 112                   | —                     | Thérapie              |
| 2019  | C'est toi que j'ai choisie                  | 180                   | —                     | Thérapie              |
| 2019  | Laisse-les parler                           | —                     | —                     | Thérapie              |
| 2019  | Pour y arriver                              | 106                   | —                     | Thérapie              |
| 2019  | C'est bientôt Noël                          | 187                   | —                     | Thérapie              |
| 2020  | Tahiti                                      | 6                     | —                     | Rêver                 |
| 2020  | Quoi qu'il arrive (feat. Magic System)      | 40                    | —                     | Rêver                 |
| 2020  | Bébé sois mienne                            | —                     | —                     | Rêver                 |
| 2021  | Je garde le sourire                         | 195                   | —                     | Rêver                 |
| 2021  | Dilemme (feat. Dely Kate)                   | —                     | —                     | Rêver                 |
| 2021  | Affaire classée                             | —                     | —                     | Diamant               |
| 2022  | Outété                                      | 69                    | 47                    | Diamant               |
| 2022  | Ne pars pas                                 |                       |                       | Diamant               |
| 2023  | Magalie                                     | —                     | —                     | Équilibre             |
| 2023  | Tu mentais (feat. DJ Kawest)                | —                     | —                     | Équilibre             |
| 2023  | Ma jolie                                    |                       |                       | Équilibre             |
| 2024  | Dis-toi que c'est la vie                    |                       |                       | Équilibre             |
| 2025  | L'amour                                     |                       |                       |                       |
| 2025  | Explique moi                                |                       |                       |                       |

## Récompenses et nominations
| Année               | Cérémonie        | Travail nommé      | Catégorie                               | Résultat   |
| ------------------- | ---------------- | ------------------ | --------------------------------------- | ---------- |
| 2012                | NRJ Music Awards | Lui-même           | Révélation francophone de l'année       | Lauréat    |
| 2013                | NRJ Music Awards | Lui-même           | Artiste masculin francophone de l'année | Nomination |
| 2013                | NRJ Music Awards | Les mots           | Chanson francophone de l'année          | Nomination |
| 2013 (15th Edition) | NRJ Music Awards | Lui-même           | Artiste masculin francophone de l'année | Nomination |
| 2013 (15th Edition) | NRJ Music Awards | La vie du bon côté | Chanson francophone de l'année          | Nomination |
| 2014                | NRJ Music Awards | Lui-même           | Artiste masculin francophone de l'année | Nomination |
| 2017                | NRJ Music Awards | Elle a             | Chanson francophone de l'année          | Nomination |
| 2022                | NRJ Music Awards | Lui-même           | Artiste masculin francophone de l'année | Nomination |